# Indy Grand Prix of Louisiana 2015
Der Indy Grand Prix of Louisiana 2015 fand am 12. April im NOLA Motorsports Park in Avondale, Louisiana, Vereinigte Staaten statt und war das zweite Rennen der IndyCar Series 2015.

## Berichte

### Hintergrund
Nach dem Firestone Grand Prix of St. Petersburg führte Juan Pablo Montoya in der Fahrerwertung mit sieben Punkten vor Will Power und mit 16 Punkten vor Tony Kanaan.
Es gab keine Veränderungen im Starterfeld. Simona de Silvestro und Sage Karam, die ursprünglich nur für den Saisonauftakt einen Vertrag hatten, blieben bei ihren Teams.
Nachdem beim Saisonauftakt in St. Petersburg viele Teile der Aero-Kits bei Berührungen abgebrochen waren, besserten Chevrolet und Honda ihre Aero-Kits nach. Chevrolet verstärkte die Halterung der oberen Frontflügelelemente. Honda verstärkte überdies auch die Verkleidung der Hinterräder.
Der Indy Grand Prix of Louisiana wurde 2015 zum ersten Mal ausgetragen und es war zudem das erste IndyCar-Rennen im NOLA Motorsports Park. Im Winter fanden allerdings bereits IndyCar-Testfahrten auf dieser Strecke statt.

### Training
Das erste Training am Freitag ging über 90 Minuten. Kanaan war der schnellste Fahrer vor Power und Scott Dixon. Das Training wurde sechsmal unterbrochen. Jack Hawksworth blieb mit einem technischen Defekt stehen. Carlos Huertas drehte sich einmal, Francesco Dracone drehte sich zweimal. Die anderen beiden roten Flaggen wurden ebenfalls durch Dreher ausgelöst. Die ersten acht Positionen belegten Chevrolet-Fahrer. James Hinchcliffe war als Neunter bester Honda-Pilot.
Das zweite Training wurde nach starkem Regen und Wasser auf der Strecke um eine Stunde nach hinten verschoben. Bis auf Testrunden gingen die Fahrer nur in den letzten 10 Minuten auf die Strecke, die keine so schnellen Rundenzeiten wie im ersten Training mehr zuließ. Power war am schnellsten vor Ryan Hunter-Reay und Simon Pagenaud. Nur 18 der 24 Fahrer setzten eine Zeit.
Das dritte Training am Samstag ging über 45 Minuten. Dixon erzielte die Bestzeit vor Pagenaud und Gabby Chaves. Wegen eines Telemetrie-Problems begann das Training 15 Minuten später. Das Training wurde nach Drehern von Kanaan und Hinchcliffe zweimal kurzzeitig unterbrochen.

### Qualifying
Das Qualifying begann zunächst regulär mit dem ersten Abschnitt nach dem üblichen Qualifying-System für Straßenkurse in zwei Gruppen. Die ersten sechs jeder Gruppe qualifizierte sich für den zweiten Abschnitt. Das Qualifying fand unter starkem Regen statt. In der ersten Gruppe war Kanaan am schnellsten, nachdem Sébastien Bourdais die besten Runden wegen Blockens gestrichen wurden. In der zweiten Gruppe erzielte Josef Newgarden die beste Zeit. Das Qualifying der zweiten Gruppe wurde nach dem Beginn von Gewittern abgebrochen.
Da der Regen immer stärker wurde, entschied die Rennleitung, das Qualifying nicht mehr weiterzuführen. Die Startaufstellung wurde somit nach den Entrant-Punkten vergeben. Hiervon profitierte vor allem Montoya, der ursprünglich im ersten Abschnitt ausgeschieden war und nun die Pole-Position erhielt. Power wurde Zweiter, Kanaan Dritter.

### Abschlusstraining
Das Abschlusstraining am Sonntagvormittag wurde wegen starken Regens abgesagt.

### Rennen
Wegen starken Regens wurde der Rennstart um eine Stunde nach vorne verlegt.
Montoya dominierte die Anfangsphase des Rennens auf nasser Strecke vor Power. Alle Fahrer verwendeten zu Beginn Regenreifen. Da die Strecke abtrocknete, begannen die Fahrer ab der elften Runde, auf Slicks zu wechseln. An manchen Stellen war die Strecke allerdings weiterhin nass. Montoya verlor hierbei die Führung für eine Runde an Hélio Castroneves, lag aber nach Abschluss der Boxenstopps wieder in Führung vor Power. Der spätere Sieger Hinchcliffe absolvierte in dieser Rennphase in der 13. Runde seinen einzigen Stopp. In der 15. Runde rutschte Kanaan von der Strecke, schaffte es aber aus eigener Kraft zurück auf die Strecke. Kurz darauf drehte sich Chaves und würgte den Motor ab. Dadurch wurde die erste von sechs Gelbphase ausgelöst.
Beim Restart gab es eine Berührung zwischen Castroneves und dem überrundeten Dracone. Dabei beschädigte sich Castroneves den Frontflügel. Er fiel nach einem Reparaturstopp ans Ende des Feldes zurück. In der Restart-Runde verunfallte zudem Hawksworth, der dabei ausschied und eine Gelbphase auslöste. Beim folgenden Restart drehte sich Stefano Coletti spektakulär auf der Start-Ziel-Geraden und löste eine weitere Gelbphase aus. Coletti war in der Lage weiterzufahren und ging zu einem Reparaturstopp an die Box. In der Gelbphase ging Dracone an die Box und traf dabei einen Mechaniker seiner Boxenmannschaft. Dieser wurde am Bein verletzt. Dracone gab das Rennen auf. Er wurde anschließend mit einer Geldstrafe in Höhe von 10.000 US-Dollar und einer Bewährungsstrafe für sechs Rennen belegt.
Kurz nach dem nächsten Restart ritt Karam aus, sodass erneut eine Gelbphase ausgerufen wurde. In dieser gingen die meisten Fahrer an die Box. Nur Hinchcliffe, Castroneves, James Jakes, Kanaan und de Silvestro blieben auf der Strecke. Die fünf Fahrer führten das Rennen somit vor Montoya und Power an. Während der Gelbphase drehte sich Huertas, sodass der Restart verzögert wurde. Beim Restrat löste Karam mit einem Dreher erneut eine Gelbphase aus.
In der 43. Runde wurde das Rennen zum letzten Mal freigegeben. De Silvestro und Montoya gingen dabei an Kanaan vorbei. Im Mittelfeld kam es zu einer Kollision mit drei Fahrzeugen, die eine Gelbphase auslöste. Pagenaud und Hunter-Reay fuhren zusammen durch die dritte Kurve. Dabei berührten sich Hunter-Reay und Pagenaud und Hunter-Reay drängte Pagenaud von der Strecke. Pagenaud verlor auf der nassen Rasenfläche die Kontrolle über sein Fahrzeug und kollidierte mit Hunter-Reay und Bourdais, die schließlich sich darauf alle in die Wiese drehten. Die Rennleitung sah die Schuld für diesen Unfall bei Hunter-Reay und zog ihm wegen vermeidbaren Kontakts drei Punkte in der Fahrerwertung ab. Zudem wurde Hunter-Reay mit einer Bewährungsstrafe für drei Rennen belegt.
Das Rennen wurde schließlich unter gelben Flaggen nach erreichen des 105-Minuten-Zeitlimits vorzeitig beendet. Der Sieger Hinchcliffe rollte in der Auslaufrunde ohne Benzin aus. Es war Hinchcliffes erster Sieg für den Rennstall Schmidt Peterson Motorsports in der IndyCar Series. Das Podium komplettierten Castroneves und Jakes. De Silvestro wurde Vierte vor Montoya und Kanaan. Power, Graham Rahal, Newgarden und Luca Filippi belegten die restlichen Plätze der Top 10.
In der Meisterschaft behielt Montoya die Führung. Castroneves übernahm den zweiten Platz und verdrängte damit seinen Teamkollegen Power auf Platz drei. Hinchcliffe verbesserte sich mit dem Sieg von Position 16 auf Rang vier.

## Meldeliste
Alle Teams und Fahrer verwendeten das Chassis Dallara DW12 und Reifen von Firestone.
| Team                           | Nr. | Fahrer              | Aero-Kit/Motor |
| ------------------------------ | --- | ------------------- | -------------- |
| Verizon Team Penske            | 01  | Will Power          | Chevrolet      |
| Team Penske                    | 02  | Juan Pablo Montoya  | Chevrolet      |
| Team Penske                    | 03  | Hélio Castroneves   | Chevrolet      |
| Team Penske                    | 22  | Simon Pagenaud      | Chevrolet      |
| KV Racing Technology           | 04  | Stefano Coletti     | Chevrolet      |
| Schmidt Peterson Motorsports   | 05  | James Hinchcliffe   | Honda          |
| Schmidt Peterson Motorsports   | 07  | James Jakes         | Honda          |
| Chip Ganassi Racing Teams      | 08  | Sage Karam          | Chevrolet      |
| Chip Ganassi Racing Teams      | 09  | Scott Dixon         | Chevrolet      |
| Chip Ganassi Racing Teams      | 10  | Tony Kanaan         | Chevrolet      |
| Chip Ganassi Racing Teams      | 83  | Charlie Kimball     | Chevrolet      |
| KVSH Racing                    | 11  | Sébastien Bourdais  | Chevrolet      |
| A. J. Foyt Enterprises         | 14  | Takuma Satō         | Honda          |
| A. J. Foyt Enterprises         | 41  | Jack Hawksworth     | Honda          |
| Rahal Letterman Lanigan Racing | 15  | Graham Rahal        | Honda          |
| Dale Coyne Racing              | 18  | Carlos Huertas      | Honda          |
| Dale Coyne Racing              | 19  | Francesco Dracone   | Honda          |
| CFH Racing                     | 20  | Luca Filippi        | Chevrolet      |
| CFH Racing                     | 67  | Josef Newgarden     | Chevrolet      |
| Andretti Autosport             | 25  | Simona de Silvestro | Honda          |
| Andretti Autosport             | 26  | Carlos Muñoz        | Honda          |
| Andretti Autosport             | 27  | Marco Andretti      | Honda          |
| Andretti Autosport             | 28  | Ryan Hunter-Reay    | Honda          |
| BHA with Curb Agajanian        | 98  | Gabby Chaves        | Honda          |

Quelle: 

## Klassifikationen

### Qualifying
| Pos. | Fahrer              | Team                           | Fahrzeug          | Entrant-Punkte | Start |
| ---- | ------------------- | ------------------------------ | ----------------- | -------------- | ----- |
| 01   | Juan Pablo Montoya  | Team Penske                    | Dallara-Chevrolet | 51             | 01    |
| 02   | Will Power          | Verizon Team Penske            | Dallara-Chevrolet | 44             | 02    |
| 03   | Tony Kanaan         | Chip Ganassi Racing Teams      | Dallara-Chevrolet | 35             | 03    |
| 04   | Hélio Castroneves   | Team Penske                    | Dallara-Chevrolet | 33             | 04    |
| 05   | Simon Pagenaud      | Team Penske                    | Dallara-Chevrolet | 31             | 05    |
| 06   | Sébastien Bourdais  | KVSH Racing                    | Dallara-Chevrolet | 28             | 06    |
| 07   | Ryan Hunter-Reay    | Andretti Autosport             | Dallara-Honda     | 26             | 07    |
| 08   | Jack Hawksworth     | A. J. Foyt Enterprises         | Dallara-Honda     | 25             | 08    |
| 09   | Luca Filippi        | CFH Racing                     | Dallara-Chevrolet | 22             | 09    |
| 10   | Marco Andretti      | Andretti Autosport             | Dallara-Honda     | 20             | 10    |
| 11   | Graham Rahal        | Rahal Letterman Lanigan Racing | Dallara-Honda     | 19             | 11    |
| 12   | Josef Newgarden     | CFH Racing                     | Dallara-Chevrolet | 18             | 12    |
| 13   | Takuma Satō         | A. J. Foyt Enterprises         | Dallara-Honda     | 17             | 13    |
| 14   | Carlos Muñoz        | Andretti Autosport             | Dallara-Honda     | 16             | 14    |
| 15   | Scott Dixon         | Chip Ganassi Racing Teams      | Dallara-Chevrolet | 15             | 15    |
| 16   | James Hinchcliffe   | Schmidt Peterson Motorsports   | Dallara-Honda     | 14             | 16    |
| 17   | Gabby Chaves        | BHA with Curb Agajanian        | Dallara-Honda     | 13             | 17    |
| 18   | Simona de Silvestro | Andretti Autosport             | Dallara-Honda     | 12             | 18    |
| 19   | Sage Karam          | Chip Ganassi Racing Teams      | Dallara-Chevrolet | 11             | 19    |
| 20   | Stefano Coletti     | KV Racing Technology           | Dallara-Chevrolet | 10             | 20    |
| 21   | Charlie Kimball     | Chip Ganassi Racing Teams      | Dallara-Chevrolet | 9              | 21    |
| 22   | James Jakes         | Schmidt Peterson Motorsports   | Dallara-Honda     | 8              | 22    |
| 23   | Francesco Dracone   | Dale Coyne Racing              | Dallara-Honda     | 7              | 23    |
| 24   | Carlos Huertas      | Dale Coyne Racing              | Dallara-Honda     | 6              | 24    |

Quellen: 

### Rennen
| Pos. | Fahrer              | Team                           | Fahrzeug          | Runden | Zeit         | Start | Führungsrunden |
| ---- | ------------------- | ------------------------------ | ----------------- | ------ | ------------ | ----- | -------------- |
| 01   | James Hinchcliffe   | Schmidt Peterson Motorsports   | Dallara-Honda     | 47     | 1:47:19,4896 | 16    | 15             |
| 02   | Hélio Castroneves   | Team Penske                    | Dallara-Chevrolet | 47     | + 0,4279     | 04    | 01             |
| 03   | James Jakes         | Schmidt Peterson Motorsports   | Dallara-Honda     | 47     | + 0,8452     | 22    | 0              |
| 04   | Simona de Silvestro | Andretti Autosport             | Dallara-Honda     | 47     | + 1,2924     | 18    | 0              |
| 05   | Juan Pablo Montoya  | Team Penske                    | Dallara-Chevrolet | 47     | + 1,7564     | 01    | 31             |
| 06   | Tony Kanaan         | Chip Ganassi Racing Teams      | Dallara-Chevrolet | 47     | + 2,2638     | 03    | 0              |
| 07   | Will Power          | Verizon Team Penske            | Dallara-Chevrolet | 47     | + 3,0958     | 02    | 0              |
| 08   | Graham Rahal        | Rahal Letterman Lanigan Racing | Dallara-Honda     | 47     | + 4,3495     | 11    | 0              |
| 09   | Josef Newgarden     | CFH Racing                     | Dallara-Chevrolet | 47     | + 5,7352     | 12    | 0              |
| 10   | Luca Filippi        | CFH Racing                     | Dallara-Chevrolet | 47     | + 7,2115     | 09    | 0              |
| 11   | Scott Dixon         | Chip Ganassi Racing Teams      | Dallara-Chevrolet | 47     | + 7,8421     | 15    | 0              |
| 12   | Carlos Muñoz        | Andretti Autosport             | Dallara-Honda     | 47     | + 9,0899     | 14    | 0              |
| 13   | Marco Andretti      | Andretti Autosport             | Dallara-Honda     | 47     | + 9,7817     | 10    | 0              |
| 14   | Charlie Kimball     | Chip Ganassi Racing Teams      | Dallara-Chevrolet | 47     | + 15,7221    | 21    | 0              |
| 15   | Gabby Chaves        | BHA with Curb Agajanian        | Dallara-Honda     | 46     | + 1 Runde    | 17    | 0              |
| 16   | Carlos Huertas      | Dale Coyne Racing              | Dallara-Honda     | 46     | + 1 Runde    | 24    | 0              |
| 17   | Stefano Coletti     | KV Racing Technology           | Dallara-Chevrolet | 44     | + 3 Runden   | 20    | 0              |
| 18   | Sage Karam          | Chip Ganassi Racing Teams      | Dallara-Chevrolet | 44     | + 3 Runden   | 19    | 0              |
| 19   | Ryan Hunter-Reay    | Andretti Autosport             | Dallara-Honda     | 43     | DNF          | 07    | 0              |
| 20   | Simon Pagenaud      | Team Penske                    | Dallara-Chevrolet | 43     | DNF          | 05    | 0              |
| 21   | Sébastien Bourdais  | KVSH Racing                    | Dallara-Chevrolet | 43     | DNF          | 06    | 0              |
| 22   | Takuma Satō         | A. J. Foyt Enterprises         | Dallara-Honda     | 39     | DNF          | 13    | 0              |
| 23   | Francesco Dracone   | Dale Coyne Racing              | Dallara-Honda     | 23     | DNF          | 23    | 0              |
| 24   | Jack Hawksworth     | A. J. Foyt Enterprises         | Dallara-Honda     | 19     | DNF          | 08    | 0              |

Quellen: 

#### Führungsabschnitte
| Abschnitt | Runden | Fahrer             |
| --------- | ------ | ------------------ |
| 1         | 1–13   | Juan Pablo Montoya |
| 2         | 14     | Hélio Castroneves  |
| 3         | 15–32  | Juan Pablo Montoya |
| 4         | 33–47  | James Hinchcliffe  |

Quellen: 

#### Gelbphasen
| Nr. | Dauer | Runden | Grund für Gelbphase                                                                           |
| --- | ----- | ------ | --------------------------------------------------------------------------------------------- |
| 1   | 16–19 | 4      | Stillstand: Gabby Chaves (#98) in Kurve 4                                                     |
| 2   | 21–26 | 6      | Kontakt: Jack Hawksworth (#41) in Kurve 13                                                    |
| 3   | 28–30 | 3      | Kontakt: Stefano Coletti (#4) auf der Start-Ziel-Geraden                                      |
| 4   | 32–38 | 7      | Ausritt: Sage Karam (#8) in Kurve 5                                                           |
| 5   | 41–42 | 2      | Dreher: Sage Karam (#8) in Kurve 13                                                           |
| 6   | 44–47 | 4      | Kontakt: Sébastien Bourdais (#11), Simon Pagenaud (#22) und Ryan Hunter-Reay (#28) in Kurve 3 |

Quellen: 

## Punktestände nach dem Rennen

### Fahrerwertung
Die Punktevergabe wird hier erläutert.
| Pos. | Fahrer              | Punkte |
| ---- | ------------------- | ------ |
| 01.  | Juan Pablo Montoya  | 84     |
| 02.  | Hélio Castroneves   | 74     |
| 03.  | Will Power          | 70     |
| 04.  | James Hinchcliffe   | 65     |
| 05.  | Tony Kanaan         | 63     |
| 06.  | Simona de Silvestro | 44     |
| 07.  | James Jakes         | 43     |
| 08.  | Graham Rahal        | 43     |

| Pos. | Fahrer             | Punkte |
| ---- | ------------------ | ------ |
| 09.  | Luca Filippi       | 42     |
| 10.  | Simon Pagenaud     | 41     |
| 11.  | Josef Newgarden    | 40     |
| 12.  | Sébastien Bourdais | 37     |
| 13.  | Marco Andretti     | 37     |
| 14.  | Ryan Hunter-Reay   | 34     |
| 15.  | Scott Dixon        | 34     |
| 16.  | Carlos Muñoz       | 34     |

| Pos. | Fahrer            | Punkte |
| ---- | ----------------- | ------ |
| 17.  | Jack Hawksworth   | 31     |
| 18.  | Gabby Chaves      | 28     |
| 19.  | Takuma Satō       | 25     |
| 20.  | Charlie Kimball   | 25     |
| 21.  | Stefano Coletti   | 23     |
| 22.  | Sage Karam        | 23     |
| 23.  | Carlos Huertas    | 20     |
| 24.  | Francesco Dracone | 14     |